# Ester Aparecida dos Santos
Ester Aparecida dos Santos, född den 9 december 1982 i São Paulo, Brasilien, är en brasiliansk fotbollsspelare. Vid fotbollsturneringen under OS 2008 i Peking deltog hon i det brasilianska lag som tog silver. 